# 黎昌晋
黎昌晋（1959年8月—），男，湖北武汉人，生于天津市，中华人民共和国政治人物，现任全国工商联副主席、天津市工商联主席，天津市政协副主席。第十二届全国政协委员，第十三届全国政协常务委员。黎昌晋是黎元洪次子黎绍业的次子。
2023年1月14日，卸任天津市政协副主席职务。